# Онано
Онано (італ. Onano) — муніципалітет в Італії, у регіоні Лаціо,  провінція Вітербо.
Онано розташоване на відстані близько 105 км на північний захід від Рима, 39 км на північний захід від Вітербо.
Населення — 1004 особи (2014).

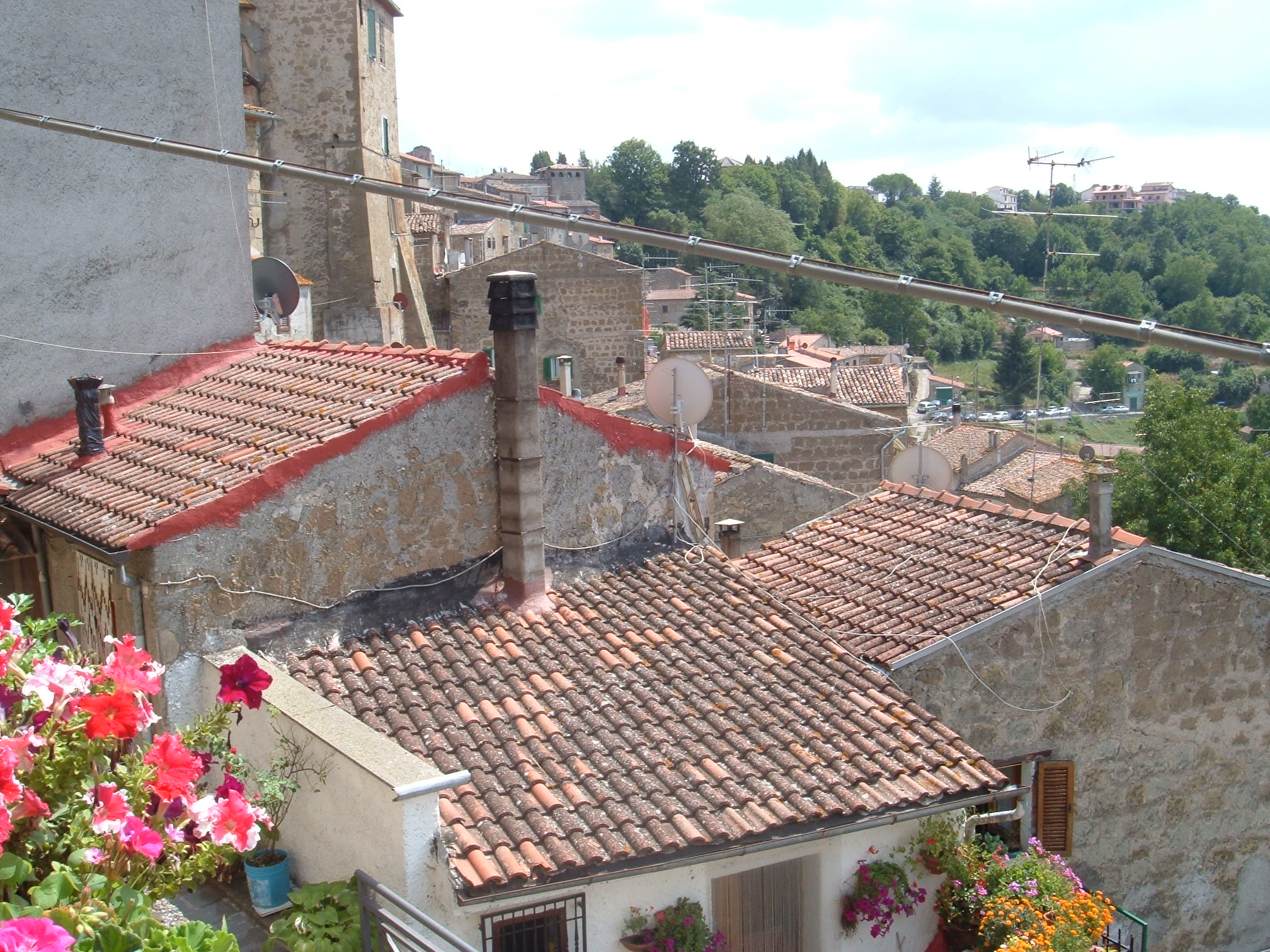

Щорічний фестиваль відбувається 10 листопада. Покровитель — святий Трифон.

## Демографія
Населення за роками:

Станом на 1 січня 2023 року в муніципалітеті офіційно проживало 40 іноземців з 11 країн, серед них 12 громадян країн Євросоюзу та 1 громадянин України.

## Сусідні муніципалітети
- Аккуапенденте
- Градолі
- Гротте-ді-Кастро
- Латера
- Сорано